# Segismundo (rey de los burgundios)
Segismundo o Sigismundo (¿?-524) fue rey de Burgundia desde 516 hasta su muerte. Fue canonizado por la Iglesia católica, celebrándose su conmemoración el 1 de mayo.
Era hijo del rey Gundebaldo, al que sucedió. Segismundo y su hermano Gundemaro fueron derrotados en batalla por los hijos de Clodoveo I, rey de los francos. Segismundo fue capturado por Clodomiro, rey de Orleáns, que lo mantuvo como prisionero. Su hermano Gundemaro reunió otro ejército y, auxiliado por los ostrogodos, reconquistó su reino. Mientras tanto, Clodomiro ordenaba la muerte de Segismundo y marchaba con su hermano Teodorico, rey de Austrasia.

## Historia
Segismundo fue estudiante del obispo de Vienne, San Avito de Vienne, que le convirtió a la fe católica y le hizo abandonar el arrianismo que profesaba su familia. Consiguió que la Abadía de Agaune (ahora Saint-Maurice en el Valais, Suiza) fuese asociada a la realeza en 513 y la hizo ampliar en el año 515. Pasó a ser rey de pleno derecho tras la muerte en 516 de su padre Gundebaldo. Convocó en la abadía un concilio e hizo aprobar una nueva constitución para los monjes que les liberaba del trabajo manual, pero les obligaba a cantar el oficio de forma ininterrumpida. Es el famoso Laus perennis, la salmodia perpetua, que fijó la originalidad y la celebridad de la abadía. Para cumplir con este programa, que requería un gran número de monjes, los hizo venir del monasterio de la Isla de San Honorato —el monasterio más antiguo de Occidente, fundado hacia 400-410 por Honorato de Arlés— de la Ile-Barbe y del Condado, y dotó a la abadía con donaciones suficientes para garantizar su mantenimiento. 

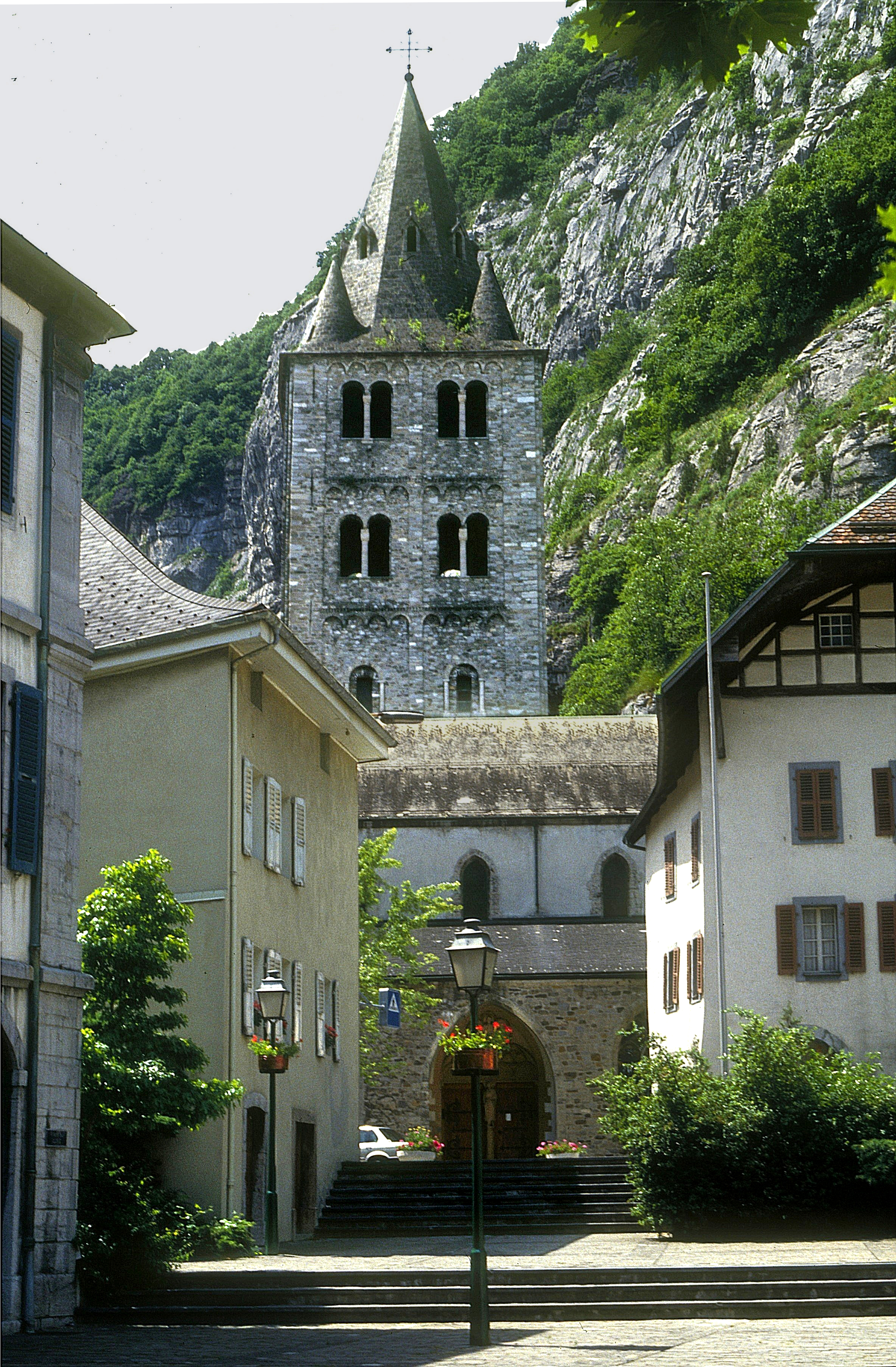
Abadía de Saint Maurice, a la que estuvo muy ligado Segismundo.

Segismundo también trató de eliminar el arrianismo de su reino, asesorado por Avito, que parece haber sido su gran inspiración (ha sobrevivido su correspondencia con el obispo y también poeta Avito).
Casado hacia el año 494 con Ostrogota, una hija ilegítima del rey ostrogodo Teodorico el Grande, tuvo un hijo, Sigerico, y una hija, Suavegota. Tras enviudar años más tarde, en el año 522 se volvió a casar con Constancia. Sigerico se opuso a ello e insultó a su nueva esposa, por lo que Segismundo lo hizo estrangular para eliminarlo de la sucesión real. Fue presa de grandes remordimientos, enfermó y se retiró, dicen, a Agaune a orar y ayunar. 
Cuando los francos emprendieron la guerra de Burgundia (523-524), dirigió a los burgundios contra la invasión de Childeberto I, Clotario I y Teodeberto I. Derrotado, tuvo que huir para buscar refugio y parece haber pensado una vez más en su abadía: se puso el hábito de monje y se escondió en una celda. Allí fue detenido por Clotario y llevado como prisionero y garantía, junto a su familia, a Orleáns, la capital de los francos. 
Cuando su hermano Gundomaro III regresó triunfalmente a Burgundia, a la cabeza de las tropas enviadas por su aliado y pariente, Teodorico el Grande, hizo masacrar a la guarnición que habían dejado los francos. Clotario, a su vez, hizo matar a Segismundo, a su mujer y a sus dos hijos: Gisaldo y Gondebaudo, el 1 de mayo de 524, arrojándolos a un pozo. Desde entonces, se le considera mártir y más tarde fue canonizado y sus huesos fueron recuperados en Columelle, donde su cuerpo fuera arrojado.

## Veneración

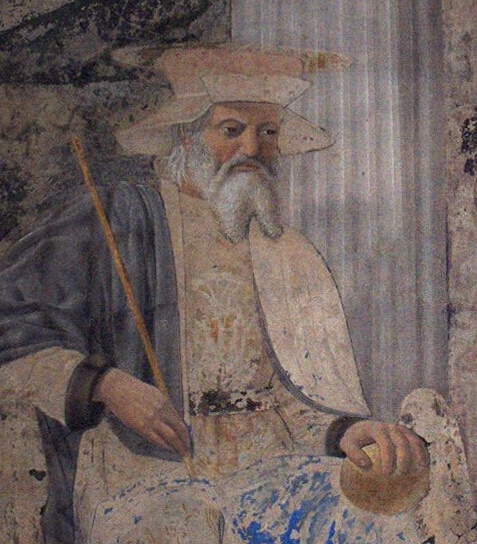
San Segismundo. Detalle de la obra, «Segismundo Pandolfo Malatesta rezando a San Segismundo» (de Piero della Francesca, 1451); Templo Malatestiano, Rimini, Italia). Retrato, de Piero della Francesa

Los pozos de Coulmiers, la antigua Columelle (cerca de Patay, 45), dieron enseguida dieron pruebas milagrosas y sus aguas adquirieron la reputación de poder curar las fiebres. Se construyó una capilla, que más tarde se convirtió en un priorato, la Abadía de Saint-Mesmin. Peregrinaciones al lugar se organizaban aún a comienzos del siglo XX. 
Incluso hoy en día, según la tradición popular local, las mujeres de Coulemelle (un caserío de la ciudad de Saint-Péravy-la-Colombe) habrían ayudado a arrojar al santo Segismundo en el famoso pozo. Un proverbio local, afortunadamente no verificado, dice que "las niñas de Coulemelle no serán nunca ni buenas ni bonitas porque arrojaron a san Segismundo al pozo" («les filles de Coulemelle ne seront jamais ni bonnes ni belles parce qu'elles ont jeté saint Sigismond dans le puits»).
En el siglo XIV, Carlos IV, Emperador del Sacro Imperio Romano Germánico, trasladó las reliquias de Segismundo a Praga, donde se convirtió en el Santo Patrón de la República Checa. De esta manera, recibió su nombre en honor al santo el rey Segismundo de Hungría (posteriormente también emperador germánico). En Polonia comenzó la tradición de usar este nombre a través de Isabel de Habsburgo de Hungría, nieta del rey Segismundo y esposa de Casimiro IV de Polonia, quien llamó así a uno de sus hijos. Polonia contará así con Segismundo I Jagellón, Segismundo II Augusto Jagellón, Segismundo III Vasa. Por otra parte, en el Principado de Transilvania y entre la nobleza húngara, el nombre de Segismundo continuará contando con cierta relevancia, pues entre ellos se encuentran el conde Segismundo Báthory y el barón Segismundo Rákóczi.
En Cataluña existe una leyenda que dice que san Segismundo creó un monasterio en lo que hoy es el Macizo del Montseny (Sant Segimon), cerca de la cumbre de Matagalls. Hoy en día está abandonado y es un lugar muy popular entre los excursionistas.

## Genealogía
Segismundo se casó con la princesa Ostrogota (487?-520?), una hija ilegítima de Teodorico el Grande en el año 494, como parte de las negociaciones de Teodorico para aliarse con Segismundo. Tuvieron dos hijos:
- Sigerico (? - 522, asesinado por su propio padre.
- Suavegota (504? - 554), se convirtió en la esposa del rey de los francos Teodorico I de Austrasia, hijo mayor de Clodoveo I.

Casado de nuevo en 522 con Constancia, tuvo dos hijos, Gisaldo y Gondebaudo, arrojados con su madre y su padre a un pozo en Columelle el 1 de mayo de 524.